# Tigerhecht

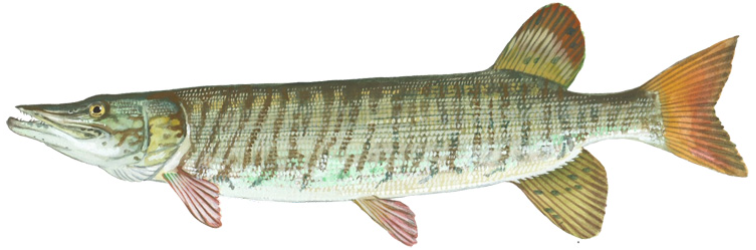
Tigerhecht

Der Tigerhecht, auch als Tiger-Muskellunge bekannt, ist eine Hybride aus der Muskellunge (Esox masquinongy) und dem Hecht (Esox lucius). Diese Kreuzung tritt sowohl natürlich als auch durch gezielte Fischzucht auf und wird aufgrund ihrer Eigenschaften in der Fischerei geschätzt.

## Merkmale
Tigerhechte kombinieren die physischen Eigenschaften beider Elternarten. Sie können Längen von über einem Meter erreichen und Gewichte von 10 bis 15 Kilogramm erzielen. Sie besitzen einen langgestreckten, torpedoförmigen Körper mit einem breiten, abgeflachten Kopf.
Charakteristisch ist das Muster aus dunklen, vertikalen Streifen auf einem helleren Hintergrund, das an das Fell eines Tigers erinnert und ihnen ihren Namen gibt.

## Lebensraum und Verbreitung
Da Tigerhechte Hybriden sind, findet man sie in Gebieten, in denen sich die Verbreitungsgebiete von Muskellunge und Hecht überschneiden, insbesondere in Nordamerika. Sie bevorzugen klare, pflanzenreiche Gewässer wie Seen und langsam fließende Flüsse mit ausreichendem Nahrungsangebot.

## Verhalten und Ernährung
Als Raubfische ernähren sich Tigerhechte von anderen Fischen, Amphibien und gelegentlich kleinen Säugetieren oder Vögeln. Sie sind Lauerjäger, die in der Wasservegetation auf Beute warten und blitzschnell zuschlagen.

## Fortpflanzung
Tigerhechte sind in der Regel steril und können sich nicht fortpflanzen. Dies ist typisch für viele Hybriden und wird in der Fischereiwirtschaft genutzt, um Populationen zu kontrollieren und unerwünschte Ausbreitungen zu verhindern. Mehrfache Einführungen sowie Hybridisierung könnten jedoch in bestimmten Fällen zu einer hohen genetischen Diversität führen, die in Einzelfällen die Entwicklung fortpflanzungsfähiger Individuen ermöglicht.

## Bedeutung für die Fischerei
In der Sportfischerei sind Tigerhechte aufgrund ihrer Größe und Kampfkraft begehrte Fische. Ihre Sterilität macht sie zudem für das Fischereimanagement von Fischbeständen interessant, da sie keine Gefahr für die Arterhaltung der Elternarten darstellen.